# Micronycteris schmidtorum
Micronycteris schmidtorum é uma espécie de morcego da família Phyllostomidae. Pode ser encontrada no México, Belize, Guatemala, El Salvador, Honduras, Nicarágua, Costa Rica, Panamá, Colômbia, Venezuela, Guiana, Suriname, Guiana Francesa, Brasil, Bolívia e Peru.